# Rodion Konstantinowitsch Schtschedrin

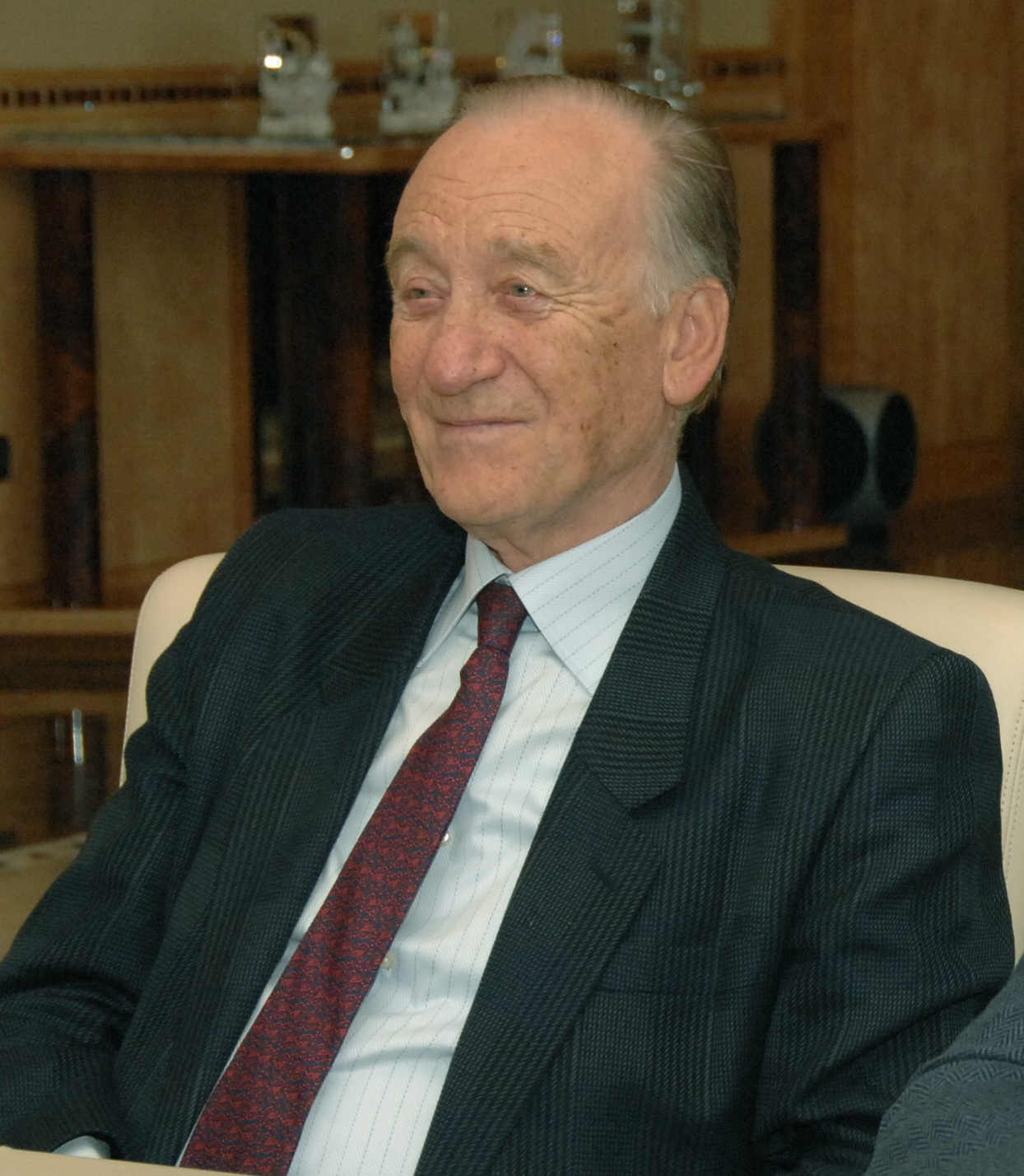
Rodion Schtschedrin, 2009

Rodion Konstantinowitsch Schtschedrin (russisch Родион Константинович Щедрин, wiss. Transliteration Rodion Konstantinovič Ščedrin; engl. Rodion Shchedrin; * 16. Dezember 1932 in Moskau) ist ein russischer Komponist und Pianist.

## Leben
Schtschedrin wurde 1932 als Sohn eines Komponisten, Musiklehrers und Violinisten, der Dmitri Schostakowitsch im Zweiten Weltkrieg als Sekretär diente, in Moskau geboren. Er kannte Schostakowitsch, der später zu seinem Förderer werden sollte, seit seiner Kindheit. Rodion besuchte zunächst die Moskauer Chorschule und studierte dann am Moskauer Konservatorium bei Juri Schaporin (Komposition) und Jakow Flier (Klavier). Zu dieser Zeit hatte er Auftritte unter der Leitung von Arvid Jansons. 1964 wurde er zum Professor für Komposition am Moskauer Konservatorium, 1973 auf Wunsch von Schostakowitsch als dessen Nachfolger zum Präsidenten des russischen Komponistenverbandes ernannt. Nach dem Einmarsch der Roten Armee in Prag 1968 weigerte er sich, eine prosowjetische Erklärung zu unterschreiben. Seine Carmen löste in der Sowjetunion einen Skandal aus und wurde erst auf Intervention von Schostakowitsch zugelassen. Er nahm an mehreren Festivals in westeuropäischen Staaten, beispielsweise am Münchner Klaviersommer 1982, teil. Bereits in den Siebzigerjahren wurde er Mitglied der Bayerischen Akademie der Schönen Künste. Seine Werke wurden von namhaften Dirigenten wie Leonard Bernstein, Lorin Maazel, Valery Gergiev oder Mariss Jansons zur Aufführung gebracht. Auf Anraten von Luciano Berio übersiedelte er Anfang der Neunzigerjahre nach München, wovon er sich zu Zeiten der Perestroika eine größere materielle Sicherheit versprach. Nach dem Fall des kommunistischen Regimes erhielt er den Russischen Staatspreis und den Dmitri-Schostakowitsch-Preis, im Dezember 2007 wurde er mit dem Verdienstorden für das Vaterland zweiter Klasse ausgezeichnet. Seit 1989 ist Schtschedrin Mitglied der Akademie der Künste (Berlin). Heute lebt er abwechselnd in München und Moskau.
Auf Einladung von Walter Fink war er der 19. Komponist im jährlichen Komponistenporträt des Rheingau Musik Festival 2009. Er stellte sich in Anwesenheit seiner Frau mit Kammermusik und der Liturgie Der versiegelte Engel vor. Rodion Schtschedrin war seit 1958 mit der 2015 verstorbenen Primaballerina Maja Plissezkaja verheiratet, die für seine Ballettmusiken mehrfach die Choreografien entwickelte.
Unter seinen Werken befinden sich die Ballette Anna Karenina (nach dem gleichnamigen Werk Leo Tolstois) und Die Möwe (nach dem gleichnamigen Werk Anton Tschechows) sowie die Oper Tote Seelen (nach dem gleichnamigen Werk Nikolai Gogols), für die er 1984 mit dem Leninpreis ausgezeichnet wurde. Weitere Werke sind unter anderen die szenische Liturgie Der versiegelte Engel, mehrere Symphonien und Klavierkonzerte sowie Klavier- und Kammermusik.

## Werke

### Opern
- Nicht nur Liebe (Не только любовь), Lyrische Oper in 3 Akten mit einem Epilog; Libretto: Katanyan nach Antonow; 1961/1971
- Tote Seelen (Мёртвые души), Oper in drei Akten; Libretto: Schtschedrin nach Gogols Roman Die toten Seelen; 1976
- Lolita (Лолита), Oper in zwei Akten; Libretto: Schtschedrin nach Nabokovs Roman Lolita; 1992
- Der verzauberte Pilger (Очарованный странник), Oper für den Konzertsaal; Libretto: Schtschedrin nach Leskows Erzählung Der verzauberte Pilger; 2002
- Die Bojarin Morosowa (Боярыня Морозова), Russische Choroper in zwei Teilen; Libretto: Schtschedrin; 2006
- Der Linkshänder (Левша), Oper in zwei Akten; Libretto: Schtschedrin nach Leskows Erzählung Der Linkshänder; 2012–2013

### Ballette
- Das bucklige Pferdchen, nach Jerschow, 1956/1983
- Carmen-Suite nach Bizet, 1968
- Anna Karenina nach Tolstoi, 1971/1989
- Die Möwe nach Tschechow, 1979
- Dame mit Hündchen nach Tschechow, 1985

### Orchesterwerke
- Sinfonie Nr. 1, 1958
- Sinfonie Nr. 2, „25 Präludien“ für Orchester, 1965
- Sinfonische Fanfaren, Festouvertüre für Orchester, 1967
- Feierliche Ouvertüre zum 60. Jahrestag der UdSSR, 1982
- Selbstporträt, Variationen für Orchester, 1984
- Die Möwe, Suite für Orchester, 1984
- Stichira (Стихира), „Zur Tausendjahrfeier der Christianisierung Rußlands“, 1987
- Kristallene Gusli (Хрустальные гусли), für ein Jubiläum von Tōru Takemitsu, 1994
- Beethovens Heiligenstädter Testament, 2008

### Konzerte und konzertante Werke
- Klavierkonzert Nr. 1, 1954/1974
- Konzert für Orchester Nr. 1, „Freche Orchesterscherze“, 1963
- Klavierkonzert Nr. 2, 1966
- Konzert für Orchester Nr. 2, „Glockenklänge“, 1968
- Klavierkonzert Nr. 3, 1973
- Konzert für Orchester Nr. 3, „Alte russische Zirkusmusik“, 1988
- Konzert für Orchester Nr. 4, „Reigen“ („Хороводы“), 1989
- Klavierkonzert Nr. 4, „Kreuztonarten“, 1991
- Trompetenkonzert, 1993
- Cellokonzert, „sotto voce concerto“, 1994
- Concerto cantabile für Violine und Streichorchester, 1997
- Concerto dolce für Viola mit Streichorchester und Harfe, 1997
- Konzert für Orchester Nr. 5, „Vier russische Lieder“ („Четыре русских песни“), 1998
- Klavierkonzert Nr. 5, 1999
- Klavierkonzert Nr. 6, „Concerto lontano“, 2003
- Concerto parlando für Violine, Trompete und Streichorchester, 2004
- Symphonisches Diptychon, „Broken Song“, 2008
- Oboenkonzert, 2009
- Doppelkonzert für Klavier, Violoncello und Orchester, „Romantisches Opfer“, 2010

### Liturgische Werke
- Der versiegelte Engel, Russische Liturgie nach Nikolai Leskow, 1988, CD mit dem lettischen Staatschor, wergo 2010.

### Kammermusik
- Kammer-Suite für 20 Violinen, Harfe, Akkordeon und zwei Kontrabässe, 1961
- Musikalisches Opfer (Музыкальное приношение) für drei Flöten, drei Fagotte, drei Posaunen und Orgel, 1983
- Musik für die Stadt Köthen zum 300. Geburtstag Johann Sebastian Bachs. Für Kammerorchester (Sikorski-Verlag SIK2281)

### Filmmusik
- Петушок - золотой гребешок [Hähnchens goldener Kamm], Kurzfilm, 1955
- Колобок [Kolobok], Kurzfilm, 1956
- Высота, deutsch: Die Höhe, 1957
- Коммунист, deutsch: Kommunist, 1958
- Люди на мосту, deutsch: Menschen auf der Brücke, 1960
- Нормандия - Неман, deutsch: Normandie - Njemen, 1960
- А если это любовь?, deutsch: Und wenn das Liebe ist ?, 1962
- Баня [Das Bad], 1962
- Сказка о коньке-горбунке [Das bucklige Pferdchen], 1962
- Anna Karenina, 1967
- Sujet für eine Kurzgeschichte, 1969
- Кармен-сюита [Carmen Sjuta], Musical, 1970
- И дойде денят, deutsch: ...und der Tag kam, 1973
- Anna Karenina, 1975
- Прости, народ православный, englisch: Forgive me, Christian people, Musical, 1993
- The Car Man, Fernsehfilm, 2001

### Klavierwerke
- Klavierstücke (1952–1961)
  - Poem
  - Vier Stücke aus dem Ballett Das bucklige Pferdchen
  - Humoreske
  - Im Stile von Albéniz
  - Troika
  - Basso Ostinato
  - Zweistimmige Invention
- Klaviersonate, 1962
- 24 Präludien und Fugen, 1964–1970
- Polyphonisches Spielheft, 25 Präludien, 1972
- Klaviersonate Nr. 2, 1997
- Tagebuch, sieben Stücke, 2002
- Sonatina concertante, 2005
- A la pizzicato, 2005
- Einfache Blätter, sieben Impromptus (Uraufführung 2009 durch Yuja Wang in Verbier)

### Solo-Violine
- Echo-Sonate für Violine solo, Op. 69, 1984

### Literarische Werke
- Was man schreibt, ist unantastbar. Schott, Mainz 2008

## Ehrungen und Auszeichnungen
- 1972: Staatspreis der UdSSR
- 1976: Volkskünstler der RSFSR
- 1981: Volkskünstler der UdSSR
- 1984: Leninpreis

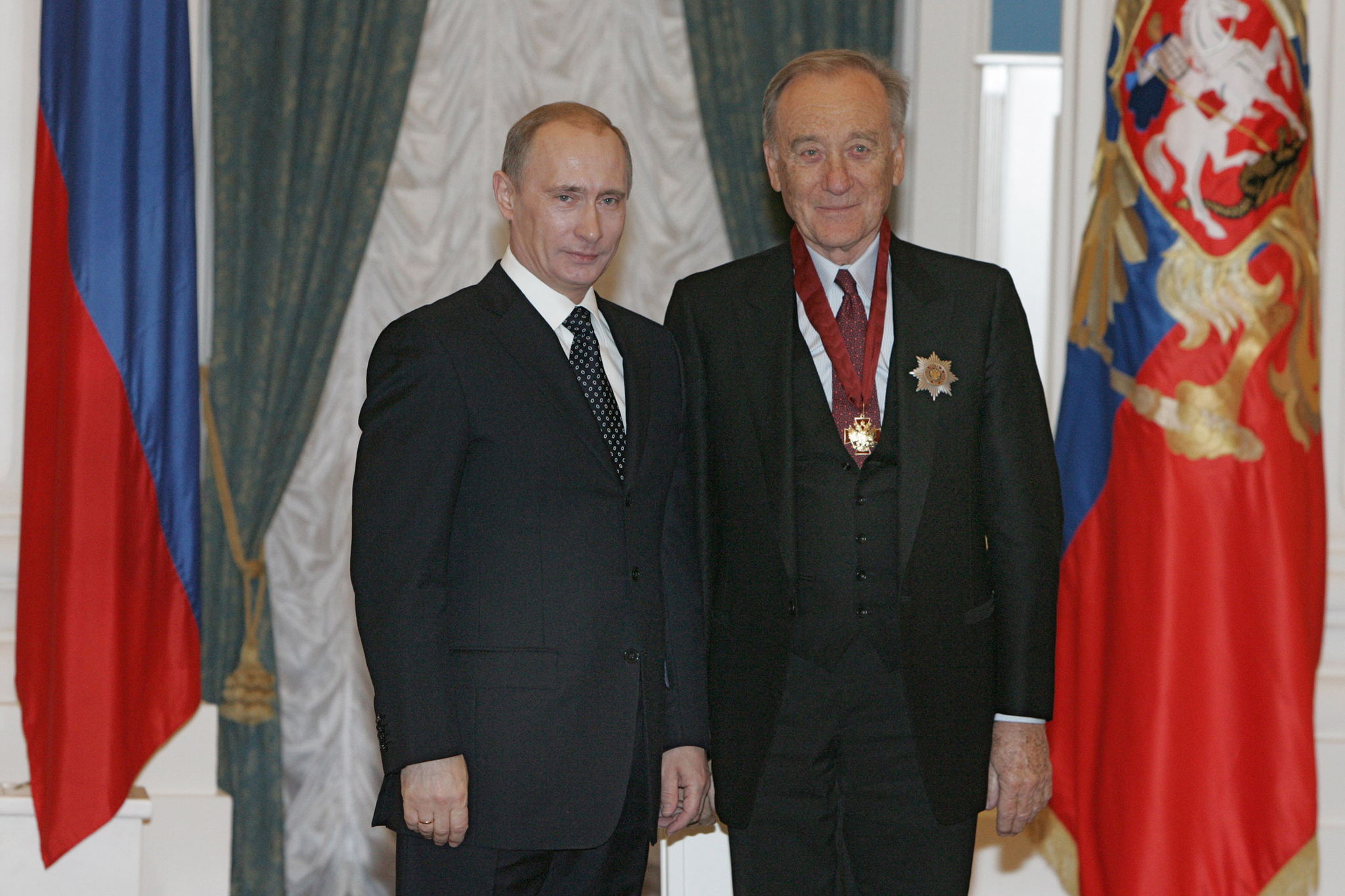
Schtschedrin bei der Zeremonie zur Verleihung des Verdienstordens für das Vaterland durch Wladimir Putin, 2008

- 1992: Staatspreis der Russischen Föderation
- 2002: Verdienstorden für das Vaterland 3. Klasse
- 2007: Verdienstorden für das Vaterland 2. Klasse
- 2010: Russischer Orden der Heiligen Anna
- 2012: Verdienstorden für das Vaterland 4. Klasse
- 2018: Staatspreis der Russischen Föderation